# Charles Joseph Beauverie

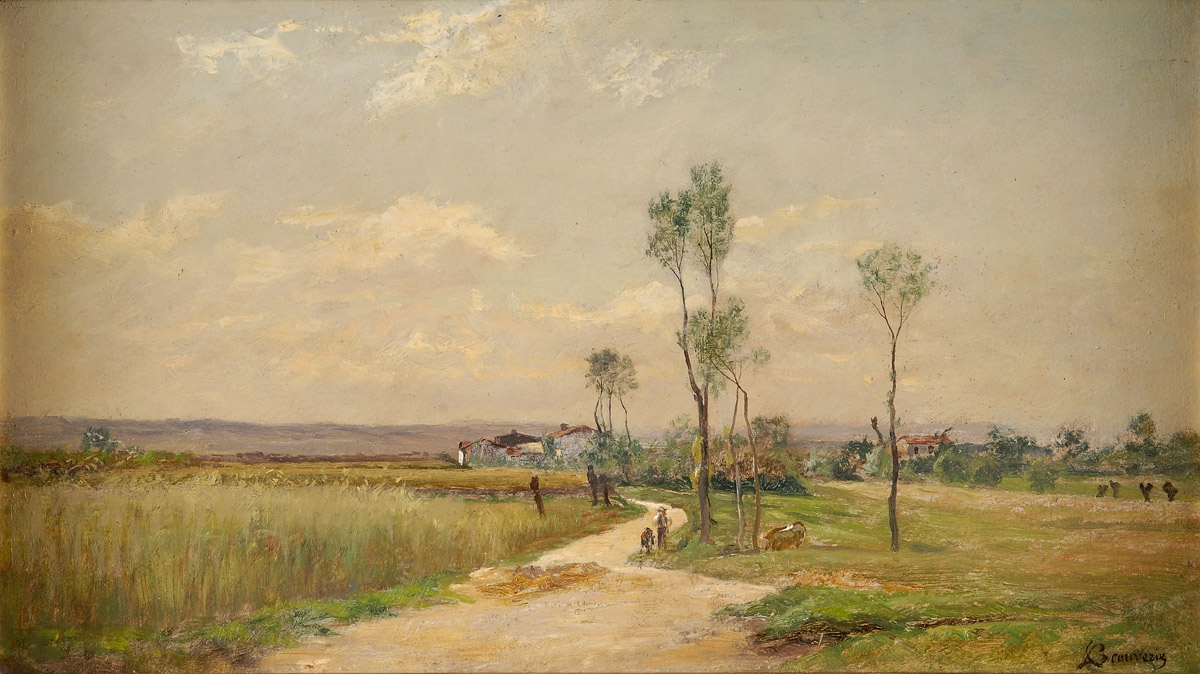
Charles Joseph Beauverie (1839–1924)

Charles-Joseph Beauverie (Lione, 17 settembre 1839 – Poncins, 5 marzo 1923) è stato un pittore, incisore e illustratore francese.

## Biografia
Charles-Joseph Beauverie è il tredicesimo figlio di un mastro carpentiere e impresario edile, Antoine Beauverie, e Françoise Charnay. Studia alla scuola secondaria a Lione e nel 1855, all'età di 16 anni, è ammesso alla Scuola Imperiale di Belle Arti di Lione, che forma al disegno di fabbrica per la decorazione su seta. Charles la frequenta però per poco più di un mese. Il padre, intravedendo un futuro mediocre come disegnatore di tessuti, lo manda a lavorare come commerciante da un amico, presso una ferramenta. Continua comunque a frequentare l'atelier dell'incisore Louis Guy (1824-1888) dove viene introdotto al disegno paesaggistico. A novembre del 1859 rientra alla Scuola di Belle Arti di Lione distinguendosi con meriti nelle varie discipline. Nel 1861 espone la sua prima opera, L'Ecluse d'Optevos, al Salon di Lione.
Nel 1862 arriva a Parigi ed entra nell'atelier di Charles Gleyre (1806-1874), frequentato anche da Claude Monet, Jean-Frédéric Bazille, Pierre-Auguste Renoir, Alfred Sisley e altri impressionisti all'École des beaux-arts de Paris.
Nel 1863 presenta un dipinto al Salon di Parigi ma sarà rifiutato. Quell'anno è rimasto celebre per la rigorosità della giuria, che rifiuta 3000 opere su 5000, sollevando non poche proteste da parte degli artisti e portando così Napoleone III ad autorizzare un'altra esposizione collaterale che diventerà poi famosa come Salon des Refusés.
Sarà l'anno seguente (1864)  il debutto di Beauverie al Salon ufficiale, e successivamente nel 1869 con due opere, un ritratto della moglie ed un paesaggio.
Il 26 settembre 1868 sposa a Villeurbanne Marie-Clotilde Giraud, chiamata Clara, di sette anni più vecchia di lui, che con la sua dote gli permetterà di dipingere per piacere. Si trasferiscono a Montmartre al 29 di rue Gabrielle.
Nel 1871, dopo l'insurrezione della Comune di Parigi e gli scontri che causarono la distruzione di numerosi monumenti della Capitale, Beauverie fa vari disegni delle rovine ed alcuni di questi vengono pubblicati nella rivista L'Illustration. Quattro di questi si trovano ad oggi al Museo Carnavalet.

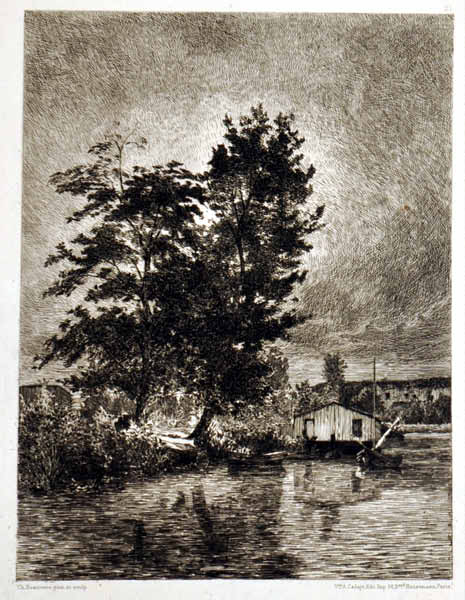
Charles-Joseph Beauverie (1839-1923)
Auvers-sur-Oise

Dal 1872 al 1878 lavora presso l'editore Alfred Cadart (1828-1875) creando numerose tavole per L'Illustration nouvelle e L'Eau forte en....
Dal 1872 al 1880 dipinge spesso a Auvers-sur-Oise dove conosce Charles-François Daubigny (1817-1878), maestro venerato da Charles, e il dottor Gachet (1828-1909), famoso collezionista d'arte ritratto da Van Gogh.
Scoprì poi la Forez e realizza così parecchi disegni e incisioni da fotografie dell'amico Felix Thiollier (1842-1914). Alcuni lavori saranno usati per illustrare il libro Le Forez pittoresque et monumental.
Nel 1888 si trasferisce a Poncins, acquistando una tipica casa di campagna, dove dipinge prevalentemente paesaggi, produce incisioni proprie e riprodotte da opere di Jean-François Millet.
La moglie, che già da anni è ammalata, muore nel febbraio 1894.
Viene insignito Cavaliere della Legione d'Onore nel 1895.